# Carlo Diappi
Carlo Diappi (Milano, 1º agosto 1948 – Milano, 3 gennaio 2025) è stato un costumista italiano, vincitore del Ciak d'oro.

## Biografia
Dopo la laurea in archittetura al Politecnico di Miliano, iniziò a lavorare come assistente scenografo con Pier Luigi Pizzi. Debuttò nel 1977 come costumista di opere teatrali, che rimase la sua principale occupazione lavorativa, collaborando lungamente con il Rossini Opera Festival di Pesaro. Con Luca Ronconi partecipò alle prime rappresentazioni al Teatro alla Scala di Milano di La damnation de Faust e al Gran Teatro La Fenice di Venezia con Così fan tutte.
Nel cinema debuttò con Nikita Sergeevič Michalkov in Oci ciornie, seguito da alcune esperienze nei decenni successivi.

## Carriera

### Cinema
- Oci ciornie, regia di Nikita Sergeevič Michalkov (1987)
- La puttana del re (La putain du roi), regia di Axel Corti (1990)
- Panni sporchi, regia di Mario Monicelli (1999)
- Il cielo cade, regia di Andrea e Antonio Frazzi (2000)

## Teatro
- Teatro alla Scala, Milano, stagione 1982-1983 - Lucia di Lammermoor di Gaetano Donizetti, direttore d'orchestra Peter Maag, regia Pier Luigi Pizzi[2]
- Teatro Metastasio, Prato, stagione 1984-1985 - La commedia della seduzione, di Arthur Schnitzler, regia di Luca Ronconi[3]
- Teatro Storchi, Modena, stagione 1987-1988 - I dialoghi delle Carmelitane di Francis Poulenc, regia Luca Ronconi[4]
- Teatro Ivo Chiesa, Genova, stagione 1993-1994 - L'affare Makropulos di Karel Čapek, regia Luca Ronconi[5]
- Teatro Regio di Torino, stagione 1995-1996 - La Fille du régiment di Gaetano Donizetti, direttore d'orchestra Bruno Campanella, regia Luca Ronconi
- Teatro alla Scala, Milano, stagione 1995-1996 - La damnation de Faust di Hector Berlioz, regia Luca Ronconi[6]
- Teatro Rossini, Pesaro, Rossini Opera Festival 1998 - La Cenerentola di Gioacchino Rossini, regia Luca Ronconi[7]
- Piccolo Teatro, Milano, stagione 1999-2000 - La vita è sogno di Pedro Calderón de la Barca, regia di Luca Ronconi[8]
- Teatro alla Scala, Milano, stagione 2003-2004 - Moïse et Pharaon di Gioacchino Rossini, direttore d'orchestra Riccardo Muti, regia Luca Ronconi[9]
- Teatro alla Scala, Milano, stagione 2008-2009 - L'affare Makropulos di Leoš Janáček, direttore d'orchestra Marko Letonja, regia Luca Ronconi[10]

## Premi e riconoscimenti
- Ciak d'oro
  - 1988 - Migliori costumi per Oci ciornie
  - 1992 - Candidato ai migliori costumi per La puttana del re

- David di Donatello
  - 1988 - Candidato ai migliori costumi per Oci ciornie

- Premio Franco Abbiati della critica musicale italiana
  - Stagione 1999-2000 - Miglior costumista